# Iglesia Sion
La Iglesia Sion (en indonesio: Gereja Sion) es una iglesia histórica situada en el distrito administrativo de Pinangsia, en el sector de Taman Sari, en la ciudad de Yakarta, la capital del país asiático de Indonesia. Fue construida en 1695.
La construcción de la iglesia se inició en 1693. Fue inaugurado oficialmente el Domingo, 23 de octubre de 1695 y fue financiada conjuntamente por los portugueses y el Gobierno colonial holandés.  El primer sermón fue pronunciado por el reverendo Theodorus Zas y contó con la presencia del Gobernador General Willem van Outhoorn.
Más tarde, el nombre de la iglesia se transformó en "Iglesia portuguesa". Durante la ocupación japonesa de Indonesia en 1942, el nombre "Iglesia portuguesa" fue prohibido y la iglesia cerrada por dos años. El ejército japonés deseaba transformar el lugar en un columbario para los soldados caídos.
Durante la transición gubernamental, el gobierno holandés transfirió la propiedad de la iglesia a las Iglesias protestantes del occidente de Indonesia. 